# Labradoodle
Labradoodle er en blanding af labrador retriever og storpuddel. Den har sit ophav i Australien, hvor opdrætteren Wally Conron i 1989 for første gang parrede en labrador med en puddel i et forsøg på at fremavle allergivenlige hunde for organisationen Guide Dogs Victoria, en organisation som opdrætter og træner førerhunde for blinde.